# Tom Petty and the Heartbreakers
Tom Petty and the Heartbreakers (spesso scritto anche come Tom Petty & the Heartbreakers) sono stati un gruppo musicale statunitense originario di Gainesville, Florida, e attivo dal 1976 al 2017, anno della morte del fondatore e leader Tom Petty.

## Storia

### Gli inizi e i primi due album (1974–1978)
Le prime band alle quali Tom Petty prese parte furono i Sundowners, gli Epics e i Mudcrutch. Nel 1974, i Mudcrutch firmarono un contratto con la casa discografica Shelter Records e si trasferirono dalla loro città natale Gainsville (Florida) a Los Angeles, in California. Nel 1975 il gruppo pubblicò un singolo, "Depot Street", che non riuscì ad ottenere successo il successo sperato e portò al successivo scioglimento del gruppo.

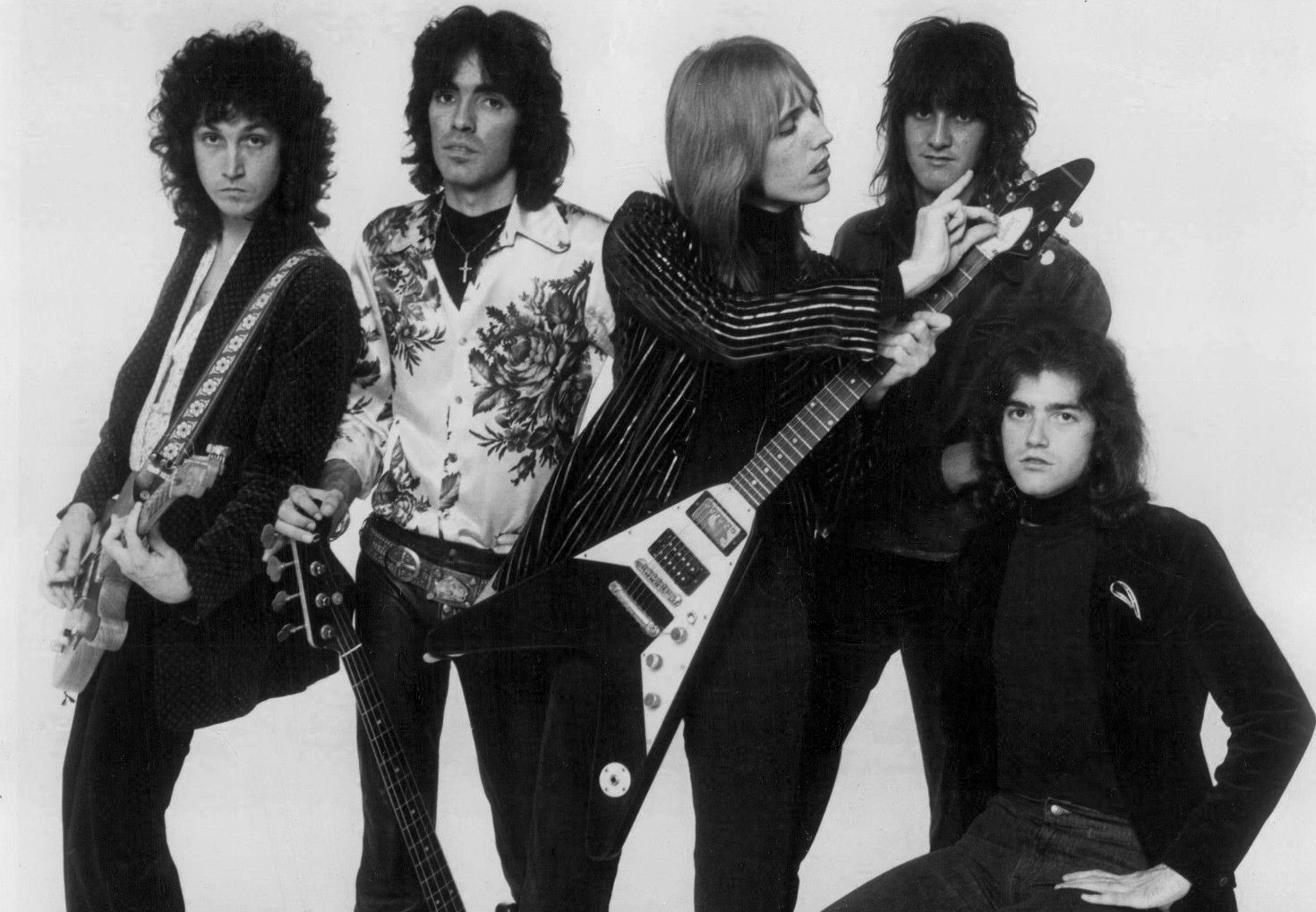
Gli Heartbreakers nel 1977. Da sinistra a destra: Mike Campbell, Ron Blair, Tom Petty, Stan Lynch e Benmont Tench.

Nel 1976, Petty diventa il front man di "Tom Petty and the Heartbreakers", gruppo che include gli ex membri dei Mudcrutch Mike Campbell (chitarrista solista), e Benmont Tench (tastiere) insieme a Ron Blair (basso) e Stan Lynch (batteria).
Gli Heartbreakers iniziano la carriera discografica nello stesso anno con un album omonimo, pubblicato sotto l'etichetta Shelter Records. Inizialmente il gruppo non ottiene molta notorietà negli Stati Uniti, ma riesce a raggiungere rapidamente il successo nel Regno Unito suonando il brano "Anything That's Rock 'n' Roll" all trasmissione televisiva Top of the Pops. I primi singoli pubblicati includono anche "Breakdown" e "American Girl", i quali, a seguito del riscontro positivo ottenuto nel Regno Unito, guadagnano popolarità anche negli Stati Uniti. In particolare, "Breakdown" entra nella Top 40 nel 1978, mentre "American Girl" diviene una hit anche grazie alla sua apparizione nella colonna sonora del popolare film FM del 1978 e alla cover pubblicata nel 1977 da Roger McGuinn sul suo LP "Thunderbyrd".
Il secondo album pubblicato, "You're Gonna Get It!" (1978) segna il primo disco d'oro per il gruppo e lancia i singoli "I Need to Know" e "Listen To Her Heart".
Nel 1979, la band viene trascinata in una disputa legale quando la ABC Records, distributore della Shelter Records con la quale il gruppo ha un contratto, viene venduta alla MCA Records. Petty rifiuta di essere trasferito sotto un'altra etichetta discografica e, attenendosi ai suoi principi, tenta di sciogliere il contratto, arrivando anche a dichiarare bancarotta come tattica per vincere la causa contro la MCA.

### Il successo (1979–1984)
Nel 1979, risolta la controversia legale con la casa discografica, gli Heartbreakers pubblicano il loro terzo album, Damn the Torpedoes, con l'etichetta Backstreet, una sussidiaria di MCA. L'album, che diventa in breve tempo disco di platino, comprende i singoli "Do not Do Me Like That" e "Refugee", che ottengono un grande successo negli Stati Uniti, divenendo due tra i pezzi più celebri della band.
Nonostante la popolarità, Petty si ritrova nuovamente in contrasto con la compagnia discografica quando, nel 1981, gli Heartbreakers si apprestano a pubblicare l'album successivo dal titolo "Hard Promises". La MCA intendeva pubblicare il disco a 9,98$, che all'epoca erano considerati una cifra elevata per un album discografico. Questo prezzo era infatti superiore di 1,00$ rispetto al normale prezzo di listino di 8,98$ al quale erano venduti gli altri dischi. Petty espresse alla stampa le sue obiezioni riguardo al rialzo dei prezzi e la questione diventò in breve tempo una causa popolare tra gli appassionati di musica negli Stati Uniti. Per supportare la propria posizione, il gruppo prese in considerazione la possibilità di non consegnare l'album per la pubblicazione o di ribattezzarlo "Eight Ninety-Eight" (in italiano Otto e Novantotto), ma alla fine la MCA decise di non aumentare il prezzo di vendita. "Hard Promises" entrò subito nella Top Ten, diventando disco di platino e portando al successo il singolo "The Waiting". L'album includeva anche il duetto "Insider", con la cantante dei Fleetwood Mac Stevie Nicks.
Nel 1982, poco dopo l'uscita del disco, il bassista Ron Blair lascia la band e viene sostituito da Howie Epstein (ex bassista della band di Del Shannon), dando agli Heartbreakers una nuova line up fino al 1991. Il primo album al quale Epstein collabora è "Long After Dark", che presenta i successi "You Got Lucky" e "Change of Heart".

### Southern Accentse Let Me Up (I've Had Enough)(1985–1988)
Il 1985 segna l'uscita del sesto album in studio, "Southern Accents", la cui registrazione si rivela però non priva di problemi. Intenzionato a realizzare un doppio concept album incentrato sul sud degli Stati Uniti, Petty non riesce infatti a raggiungere un risultato di suo gradimento e, frustrato dal processo di missaggio del brano "Rebels", si frattura la mano sinistra colpendo con un pugno un muro dello studio di registrazione. Ripresosi dall'incidente, Petty completa il disco insieme alla band, ma l'idea di pubblicare un doppio album viene abbandonata per questioni di tempo. "Southern Accents" include tra gli altri il singolo dal suono psichedelico "Do not Come Around Here No More", prodotto e scritto insieme a Dave Stewart degli Eurythmics.
Il successivo tour di concerti ottiene un grande successo e, sempre nel 1985, porta alla pubblicazione della raccolta di brani dal vivo "Pack Up the Plantation: Live!".
La band dimostra ulteriormente le proprie capacità quando Bob Dylan invita gli Heartbreakers ad unirsi a lui come backing band per il suo "True Confessions Tour" attraverso l'Australia, il Giappone, gli Stati Uniti e l'Europa.
Nel 1987, il gruppo pubblica "Let Me Up (I've Had Enough)", un album in studio pensato per suonare come una registrazione dal vivo, grazie ad una tecnica presa in prestito da Dylan. Il disco include il singolo "Jammin 'Me", scritto da Petty con la collaborazione di Dylan e Campbell. Nello stesso periodo, Dylan registra inoltre una versione della composizione di Petty, "Got My Mind Made Up", sul suo album "Knocked Out Loaded".

### Gli anni 90 e i primi anni 2000
Nel 1989, Petty debutta con il suo primo album da solista intitolato Full Moon Fever, al quale i membri della band partecipano solo in parte. Il disco comprende cinque singoli di grande successo ("I Won't Back Down", "Runnin' Down a Dream", "Free Fallin'", "A Face in the Crowd" e "Yer So Bad"), e viene accompagnato da un tour.
Dopo la parentesi solista di Petty, nel 1991 gli Heartbreakers tornano al lavoro per pubblicare "Into the Great Wide Open", album prodotto da Jeff Lynne (che aveva lavorato in precedenza con Petty al progetto Traveling Wilburys). I brani estratti includono la title track "Into the Great Wide Open" e "Learning to Fly". Nello stesso anno, il polistrumentista Scott Thurston si unisce alla band durante il tour per la promozione dell'album.
Nel 1993, esce "Greatest Hits", prima raccolta dei brani di maggior successo che include anche il singolo inedito "Mary Jane's Last Dance".
Nel 1994, il batterista Stan Lynch lascia la band a causa di alcune divergenze artistiche avute con Petty. Il suo posto viene temporaneamente riempito da Dave Grohl per poi passare definitivamente a Steve Ferrone, il quale aveva lavorato nello stesso anno al secondo album solista di Petty intitolato Wildflowers. Nello stesso periodo, gli Heartbrakers fanno da backing band per l'ambum Unchained di Johnny Cash.
Nel 1995 viene pubblicato un cofanetto di sei CD intitolato "Playback". Circa la metà delle tracce erano precedentemente uscite in altri album, mentre le restanti includono B-sides, demo e tracce registrate dal vivo. Due brani degni di nota sono la versione "solista" del duetto di Petty del 1981 con Stevie Nicks, "Stop Draggin' My Heart Around" e la canzone "Waiting For Tonight", che vede la partecipazione dei The Bangles ai cori. Quest'ultimo brano è apparso anche nella raccolta di due CD, Anthology: Through the Years, pubblicata nel 2000.

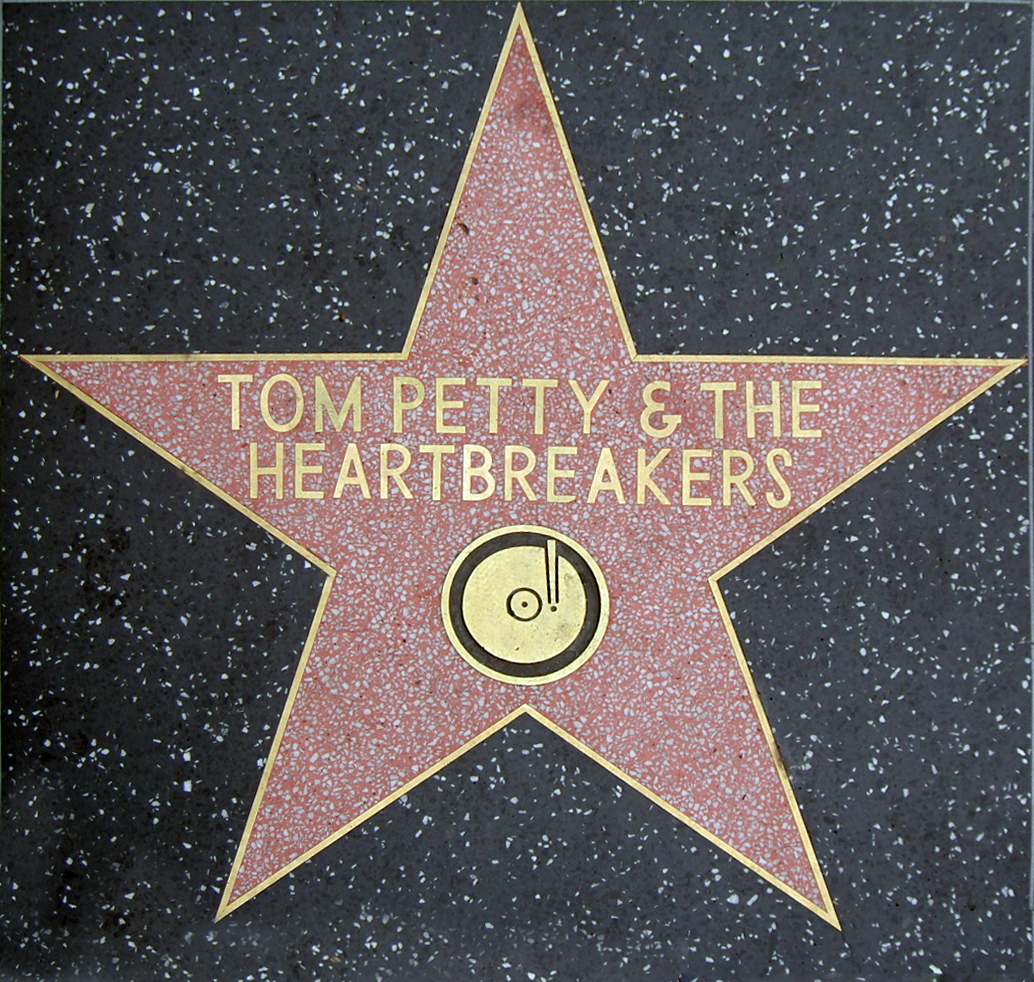
La stella dedicata a Tom Petty and The Heartbreakers sulla Hollywood Walk of Fame

Nel 1996, Petty scrive la colonna sonora del film "Il senso dell'amore" diretto da Edward Burns ed interpretato da Cameron Diaz e Jennifer Aniston. Da questo lavoro nasce l'album Songs and Music from "She's the One", che include una cover di una canzone di Beck intitolata "Asshole" e i tre estratti "Walls (Circus)", "Climb that Hill" e "Change the Locks".
Nel 1999, gli Heartbreakers pubblicano l'album "Echo" con il produttore Rick Rubin al timone. Il disco raggiunge il numero 10 nelle classifiche degli album degli Stati Uniti e presenta, tra i singoli estratti, "Room at the Top" e "Swinging".
Il 28 aprile 1999, Tom Petty e gli Heartbreakers ricevono una stella sulla Hollywood Walk of Fame per il loro contributo all'industria discografica. La mattonella con la stella è collocata al 7020 di Hollywood Boulevard.
Nel 2000 viene pubblicato il doppio cd Anthology: Through the Years, compilation che raccoglie i più famosi successi della band pubblicati fino ad allora.
Nel 2002, il gruppo torna sulle scene pubblicando il disco "The Last DJ", nel quale i testi di molte canzoni contengono attacchi pungenti all'industria musicale e alla continua ricerca di profitto da parte delle major discografiche. L'album raggiunge la posizione numero 9 nelle classifiche statunitensi e vede il ritorno di Ron Blair in due dei brani. Durante la registrazione del disco, Blair si ritrova infatti a sostituire l'uomo che era stato in precedenza il suo sostituto, Howie Epstein, il quale lascia la band per problemi personali. Hepstein muore nel 2003 all'età di soli 47 anni per abuso di droghe.

### Gli ultimi anni (2006–2017)
Nel trentesimo anniversario della band, il 2006, gli Heartbreakers dirigono il quinto festival annuale della musica e delle arti di Bonnaroo e girano gli Stati Uniti con un tour che include i Pearl Jam, gli Allman Brothers Band e Trey Anastasio come band di supporto. Inoltre, Stevie Nicks si unisce nuovamente al gruppo in numerose date per eseguire in duetto con Tom alcuni brani selezionati dal vasto catalogo degli Heartbreakers.
Nello stesso anno esce anche Highway Companion, terzo ed ultimo lavoro solista di Petty prodotto insieme a Jeff Lynne e Mike Campbell.
Il 21 settembre 2006, Tom Petty e i suoi compagni di band ricevono come riconoscimento le chiavi della città di Gainesville, in Florida, dove sono nati o vissuti da giovani.
Da luglio 2006 fino al 2007, la Rock and Roll Hall of Fame di Cleveland, Ohio, ha presentato un'esposizione di articoli di Tom Petty. Gran parte del contenuto è stato donato da Petty stesso durante una visita a casa sua da parte dello staff curatoriale della Rock Hall.
Nel 2007, la band accetta l'invito a partecipare all'album Goin'Home: A Tribute to Fats Domino, un album tributo al pianista e cantante americano Fats Domino, contribuendo con la loro versione di "I'm Walkin".
Nel 2008, gli Heartbreakers sono protagonisti dello show di metà partita della XLII edizione del Super Bowl, durante il quale suonano alcuni dei loro successi più famosi.
Nell'aprile di quell'anno, i componenti della precedente band di Petty, i Mudcrutch, si riuniscono per pubblicare un album omonimo. La formazione del nuovo gruppo include gli Heartbreakers Tom Petty, Benmont Tench e Mike Campbell, insieme a Randall Marsh e Tom Leadon. Alla fine del 2008, i Mudcrutch rilasciano anche un EP registrato dal vivo.

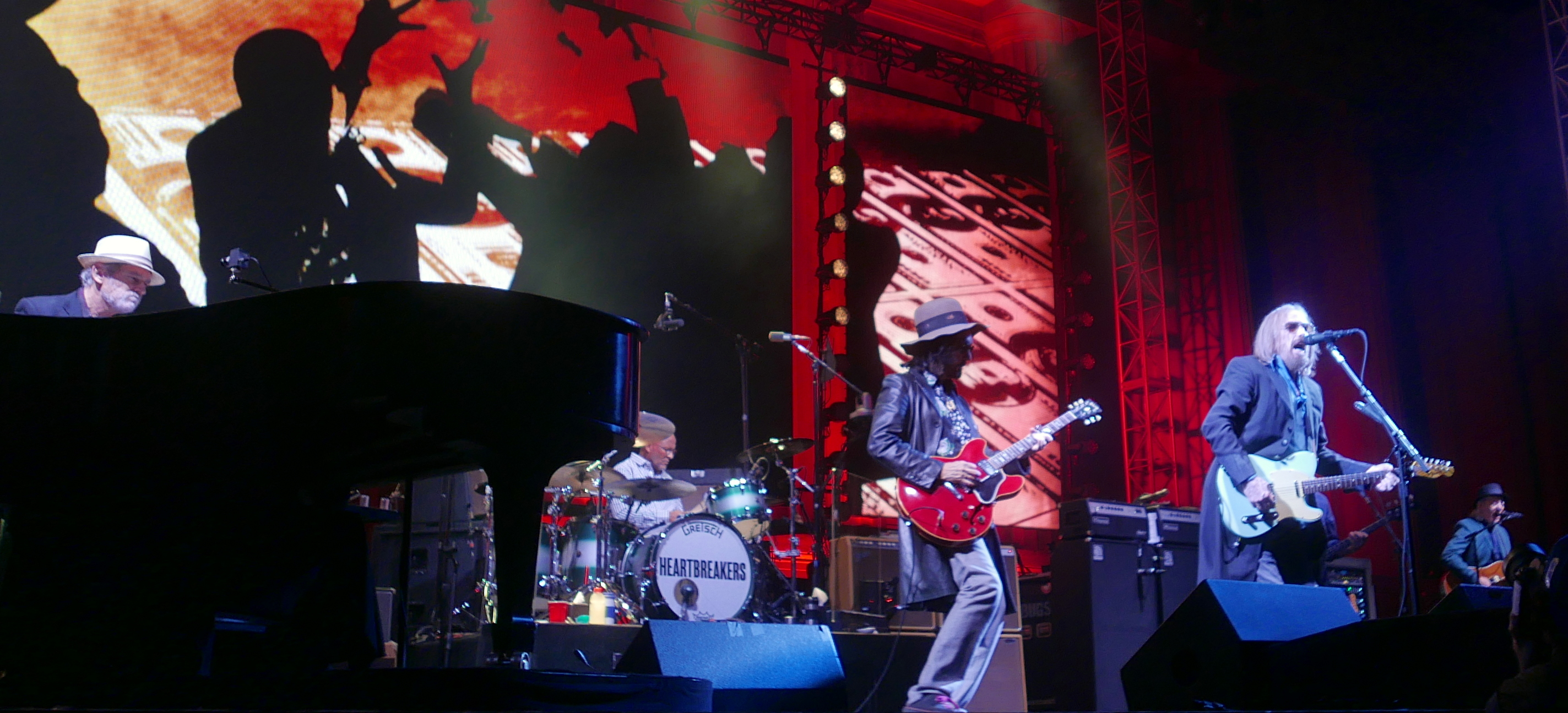
Tom Petty and the Heartbreakers durante un concerto a Berkeley, California il 22 agosto 2017.

Nel 2009, gli Heartbreakers tornano insieme pubblicando la raccolta dal vivo "The Live Anthology", alla quale fa seguito l'annuncio di un nuovo album in studio, dal titolo "Mojo", in uscita nella primavera del 2010.
Il 2014 è invece l'anno di "Hypnotic Eye", ultimo lavoro di studio pubblicato dalla band.
Nel 2017, la band dà il via negli Stati Uniti al "40° Anniversary Tour", per festeggiare l'anniversario del gruppo. Iniziato il 20 aprile a Oklahoma City, in Oklahoma, il tour si è concluso il 25 settembre con una performance all'Hollywood Bowl di Hollywood, in California. Il concerto di Hollywood, che sarebbe stata l'ultima esibizione live degli Heartbreakers, si è concluso con il pezzo "American Girl"

### Morte di Tom Petty e seguito (2017–oggi)
La mattina del 2 ottobre 2017, Petty viene trovato privo di sensi in casa sua, senza respiro e in pieno arresto cardiaco. Dopo un susseguirsi di notizie premature sulla sua morte da parte dei media, Petty si spegne presso l'UCLA Medical Center di Santa Monica, in California all'età di 66 anni.
Nessuna dichiarazione ufficiale sul possibile scioglimento o sul futuro degli Heartbreakers è stata fatta immediatamente dopo la morte di Petty. Tuttavia, nella sua ultima intervista con il Los Angeles Times pochi giorni prima della sua morte, Petty ha dichiarato che gli Heartbreakers si sarebbero probabilmente sciolti se uno dei suoi membri fosse morto o divenuto troppo malato per esibirsi.
Nell'aprile 2018, Campbell, Tench e Ferrone fanno da band di supporto per il concerto di beneficenza Light Up the Blues a Los Angeles, al quale partecipano anche Beck, Patti Smith e Stephen Stills, con il quale hanno eseguito "I Will not Back Down". Nello stesso mese, è stato annunciato che Campbell (insieme al cantante Neil Finn) si è unito ai Fleetwood Mac per sostituire il chitarrista del gruppo Lindsey Buckingham.
A settembre 2018 la band pubblica "An American Treasure", raccolta postuma di brani inediti, versioni alternative e hit di successo ideata come omaggio alla carriera di Tom Petty e come ringraziamento ai suoi numerosi fan.

## Formazione

### Formazione attuale
- Mike Campbell - chitarra, basso, mandolino (dal 1976)
- Benmont Tench - tastiere, piano, organo, synth, cori (dal 1976)
- Ron Blair - basso, cori (1976-1982, dal 2002)
- Scott Thurston - chitarra, armonica, synth, cori (dal 1991)
- Steve Ferrone - batteria (dal 1995)

### Ex componenti
- Tom Petty - voce, chitarra, armonica (1976-2017, deceduto nel 2017)
- Stan Lynch - batteria, cori (1976-1994)
- Howie Epstein - basso, cori, mandolino (1982-2002, deceduto nel 2003)

## Discografia

### Album in studio
- 1976 - Tom Petty and the Heartbreakers
- 1978 - You're Gonna Get It!
- 1979 - Damn the Torpedoes
- 1981 - Hard Promises
- 1982 - Long After Dark
- 1985 - Southern Accents
- 1987 - Let Me Up (I've Had Enough)
- 1991 - Into the Great Wide Open
- 1996 - Songs and Music from "She's the One"
- 1999 - Echo
- 2002 - The Last DJ
- 2010 - Mojo
- 2014 - Hypnotic Eye
- 2015 - Nobody's children

### Live
- 1985 - Pack Up the Plantation: Live!
- 2003 - Live at the Olympic: The Last DJ
- 2009 - The Live Anthology
- 2022 - Live at the Fillmore 1997

### Raccolte
- 1993 - Greatest Hits
- 1995 - Playback
- 2000 - Anthology: Through The Years
- 2018 - An American Treasure
- 2019 - The Best Of Everything - The Definitive Career Spanning Hits Collection 1976-2016

## Filmografia
- 2007 - Tom Petty and the Heartbreakers: Runnin' Down a Dream - film documentario diretto da Peter Bogdanovich sulla storia del gruppo